# Bolanle Ambode
Bolanle Patience Ambode (nhũ danh Odukomaiya) là Đệ nhất phu nhân của bang Lagos, từ ngày 29 tháng 5 năm 2015 đến ngày 29 tháng 5 năm 2019 trong thời gian chồng bà Akinwunmi Ambode trở thành thống đốc.